# Josef Vogel (Prälat)
Josef Vogel (* 10. September 1906 in Itzlingen; † 6. Juni 1997 in Altshausen) war ein römisch-katholischer Prälat.

## Leben
Josef Vogel war Kolping-Diözesanpräses der Diözese Rottenburg-Stuttgart. In der nationalsozialistischen Zeit engagierte er sich für die Katholische Bibelbewegung und wurde zum stellvertretenden Direktor des Katholischen Bibelwerks gewählt, weil Direktor Josef Bärtle zunehmend ins Visier der Gestapo rückte.
Vogel war seit 1955 in Nachfolge von Rudolf Spohn Stadtpfarrer von St. Eberhard in Stuttgart und zudem ab 1956 Stadtdekan von Stuttgart. Er war maßgeblich beteiligt am 80. Deutschen Katholikentag im Jahr 1964. 1970 ging er als letzter Pfarrer der Stadtpfarrkirche (Erhebung von St. Eberhard zum Dom) in Ruhestand.
1971 wurde er von Kardinal-Großmeister Eugène Kardinal Tisserant zum Ritter des Ritterordens vom Heiligen Grab zu Jerusalem ernannt und am 15. Mai 1971 im Konstanzer Münster durch Lorenz Kardinal Jaeger, Großprior der deutschen Statthalterei, investiert. Er war Offizier des Ordens.

## Ehrungen und Auszeichnungen
- Ernennung zum Päpstlichen Ehrenkaplan (Monsignore)
- Ernennung zum Päpstlichen Ehrenprälaten durch Papst Pius XII.
- Bundesverdienstkreuz 1. Klasse (1971)
- Ernennung zum Ritter vom Heiligen Grab (1971)
- Ernennung zum Offizier vom Heiligen Grab (1987)